# Fàbrica de paper (la Riba)
La Fàbrica de paper és una fàbrica i un monument protegit com a bé cultural d'interès local del municipi de la Riba (Alt Camp).

## Descripció
El conjunt, situat a la part situat del nucli, a la zona del Cap de la Riba, és format per l'establiment industrial principal i de dos magatzems i s'estructura en diversos nivells a causa de les característiques del terreny.
La part més interessant de la construcció la constitueixen els dos edificis destinats a magatzems. Són de planta rectangular i coberta de teula a dues vessants. Les obertures són amb llindes i presenten com a element remarcable el resseguiment de maó, motiu ornamental utilitzat també en l'acabament esglaonat de la façana i en les cantonades.

## Història
La indústria paperera va iniciar-se a la Riba durant el segle xviii amb la instal·lació de molins de paper moderns, tot i que els precedents es troben en l'existència (documentada des del segle xiii) de diversos molins de draps. Durant els darrers anys del segle xix i primers del present segle, van ser creades les indústries papereres de la Riba, que substituïren els molins.
Aquest conjunt presenta interès tipològic com a mostra d'arquitectura industrial del període esmentat.
Actualment la fàbrica i els magatzems continuen en ús i són explotats per l'empresa paperera Gomà-Camps.